# 曲序南星
曲序南星（学名：Arisaema tortuosum）为天南星科天南星属的植物。分布于印度、尼泊尔、不丹以及中国大陆的云南、西藏、四川等地，生长于海拔2,200米至3,900米的地区，常生于石山坡、地边乱石堆上和河边丛林中。